# Eucosmoides decolorana
Eucosmoides decolorana is een vlinder uit de familie van de bladrollers (Tortricidae). De wetenschappelijke naam van de soort is voor het eerst geldig gepubliceerd in 1848 door  Freyer.